# Omer Atzili
Omer Atzili (en hebreo: עומר אצילי‎; Jolón, 27 de julio de 1993) es un futbolista israelí que juega en la demarcación de centrocampista para el Beitar Jerusalem F. C. de la Liga Premier de Israel. Es además internacional absoluto con la selección de Israel.

## Trayectoria
Empezó a formarse como futbolista con solo 8 años, en 2001, en el Maccabi Tel Aviv. Permaneció en la entidad telavivense durante ocho años, hasta que finalmente en 2009 el Hapoel Rishon LeZion se hizo con sus servicios.  

### Hapoel Rishon LeZion (2011-2013)
Dos años más tarde debutó con el primer equipo el 30 de julio de 2011 en un partido de la Copa Toto contra el Hapoel Be'er Sheva. Su primer tanto con el club lo anotó el 12 de mayo de 2012 en un encuentro de la Liga Premier de Israel contra el Hapoel Acre en el minuto 24. 

### Beitar Jerusalem (2013-2016)
Jugó en el club durante dos temporadas, hasta que en 2013 fue fichado por el Beitar Jerusalem.

### Granada C. F. (2016-2017)
Jugó en el club israelita durante tres años, hasta que en el mercado de verano de 2016 fue fichado por el Granada C. F. para las cuatro próximas temporadas.

### Maccabi Tel Aviv F. C. (2017-2020)
Sin embargo, tras disfrutar de pocos minutos con el equipo nazarí, en el mercado veraniego de 2017 se marchó traspasado al Maccabi Tel Aviv por un millón de euros.

### APOEL F. C. (2020-2021)
El 23 de agosto de 2020 se hizo oficial su incorporación al APOEL de Nicosia para las siguientes dos temporadas.

### Maccabi Haifa F. C. (2021-)
Abandonó el club a inicios de 2021 tras rescindir su contrato y regresó a su país para jugar en el Maccabi Haifa.
El 11 de octubre de 2022 le convirtió dos goles a la Juventus, dándole así la victoria al Maccabi Haifa por 2-0 en la fase de grupos de la Liga de Campeones de la UEFA.

## Selección nacional
Tras jugar con la selección de fútbol sub-19 de Israel y con la sub-21, finalmente el 5 de septiembre de 2016 hizo su debut con la selección absoluta en un encuentro de la clasificación para la Copa Mundial de Fútbol de 2018 contra Italia que finalizó con un resultado de 1-3 a favor del combinado italiano tras los goles de Tal Ben Haim para Israel, y de Graziano Pellè, Antonio Candreva y de Ciro Immobile para Italia.

## Clubes
| Club                             | País                   | Año       | Partidos | Goles |
| -------------------------------- | ---------------------- | --------- | -------- | ----- |
| Hapoel Ironi Rishon LeZion F. C. | Israel                 | 2011-2013 | 38       | 7     |
| Beitar Jerusalem F. C.           | Israel                 | 2013-2016 | 105      | 22    |
| Granada C. F.                    | España                 | 2016-2017 | 11       | 0     |
| Maccabi Tel Aviv F. C.           | Israel                 | 2017-2020 | 105      | 33    |
| APOEL F. C.                      | Chipre                 | 2020-2021 | 15       | 3     |
| Maccabi Haifa F. C.              | Israel                 | 2021-2023 | 122      | 56    |
| Al-Ain F. C.                     | Emiratos Árabes Unidos | 2023-2024 | 30       | 7     |
| A. C. Omonia Nicosia             | Chipre                 | 2024      | 12       | 0     |
| Beitar Jerusalem F. C.           | Israel                 | 2025-     |          |       |

## Palmarés

### Títulos nacionales
| Título                 | Club                             | País   | Año  |
| ---------------------- | -------------------------------- | ------ | ---- |
| Copa Toto Leumit       | Hapoel Ironi Rishon LeZion F. C. | Israel | 2013 |
| Copa Toto Al           | Maccabi Tel Aviv F. C.           | Israel | 2018 |
| Copa Toto Al           | Maccabi Tel Aviv F. C.           | Israel | 2019 |
| Liga Premier de Israel | Maccabi Tel Aviv F. C.           | Israel | 2019 |
| Supercopa de Israel    | Maccabi Tel Aviv F. C.           | Israel | 2019 |
| Liga Premier de Israel | Maccabi Tel Aviv F. C.           | Israel | 2020 |
| Supercopa de Israel    | Maccabi Tel Aviv F. C.           | Israel | 2020 |
| Liga Premier de Israel | Maccabi Haifa F. C.              | Israel | 2021 |
| Supercopa de Israel    | Maccabi Haifa F. C.              | Israel | 2021 |
| Copa Toto Al           | Maccabi Haifa F. C.              | Israel | 2022 |
| Liga Premier de Israel | Maccabi Haifa F. C.              | Israel | 2022 |
| Liga Premier de Israel | Maccabi Haifa F. C.              | Israel | 2023 |

### Títulos internacionales
| Título                      | Club         | País                   | Año  |
| --------------------------- | ------------ | ---------------------- | ---- |
| Liga de Campeones de la AFC | Al-Ain F. C. | Emiratos Árabes Unidos | 2024 |